# Julie Hébert
Pour les articles homonymes, voir Julie et Hébert.
Julie Hébert est une scénariste, réalisatrice et productrice américaine.

## Filmographie
| année     | titre                                            | scénariste  | réalisatrice | productrice  | notes           |
| --------- | ------------------------------------------------ | ----------- | ------------ | ------------ | --------------- |
| 1996      | Female Perversions                               | Oui         |              |              | long métrage    |
| 2000      | All-American Girl: The Mary Kay Letourneau Story | Oui         |              |              | téléfilm        |
| 2001      | Ruby's Bucket of Blood                           | Oui         |              |              | téléfilm        |
| 2000-2002 | Third Watch                                      | 5 épisodes  | 2 épisodes   |              | série télévisée |
| 2004      | The West Wing                                    |             | 3 épisodes   |              | série télévisée |
| 2002-2004 | ER                                               | 4 épisodes  | 4 épisodes   | 67 épisodes  | série télévisée |
| 2005-2010 | Numb3rs                                          | 11 épisodes | 4 épisodes   | 105 épisodes | série télévisée |
| 2010-2011 | Blue Bloods                                      | 2 épisodes  |              | 12 épisodes  | série télévisée |
| 2011      | Rizzoli & Isles                                  | 1 épisode   |              | 4 épisodes   | série télévisée |
| 2012      | Boss                                             | 2 épisodes  |              | 10 épisodes  | série télévisée |
| 2010-2013 | The Good Wife                                    |             | 1 épisode    | 5 épisodes   | série télévisée |
| 203-2015  | Nashville                                        |             | 4 épisodes   |              | série télévisée |
| 2015-2017 | American Crime                                   | 2 épisodes  | 2 épisodes   | 16 épisodes  | série télévisée |
| 2019      | The Man in the high castle                       | Oui         |              |              | série télévisée |